# The Complete Savoy & Dial Master Takes
The Complete Savoy & Dial Master Takes è un cofanetto in tre CD del musicista jazz Charlie Parker, pubblicato dalla Savoy Jazz nel 2002.

## Descrizione
Il cofanetto include tutti i nastri master (le versioni definitive) delle incisioni effettuate da Parker come gregario e come leader, per le etichette Savoy e Dial tra il 1944 e il 1948. Si tratta questo del periodo più creativo di Parker, nel quale il sassofonista creò musica che fece da spartiacque tra il vecchio e il nuovo jazz.
La raccolta inizia con l'apparizione di Parker come sideman con il Tiny Grimes Quintette, l'allora ventiquattrenne Bird suona il sassofono contralto dando già prova del suo timbro inconfondibile e della sua fluidità e disinvoltura nel modo di suonare. Si passa poi alle incisioni che hanno fatto la storia del bebop e del jazz nel suo insieme, Parker suona con artisti come Dizzy Gillespie, Miles Davis e Max Roach, creando la forma duratura del jazz contemporaneo.

## Tracce
CD 1
1. Tiny's Tempo - 2:53
2. I'll Always Love You Just the Same - 2:59
3. Romance Without Finance - 3:01
4. Red Cross - 3:07
5. Warming Up a Riff - 2:34
6. Billie's Bounce - 3:07
7. Now's the Time - 3:15
8. Thriving On a Riff - 2:55
9. Meandering - 3:16
10. Ko Ko - 2:54
11. Diggin' Diz - 2:51
12. Moose the Mooche - 3:02
13. Yardbird Suite - 2:53
14. Ornithology - 2:59
15. A Night in Tunisia - 3:03
16. Max (Is) Making Wax - 2:28
17. Lover Man - 3:18
18. The Gypsy - 3:00
19. Bebop - 2:50
20. This Is Always - 3:10
21. Dark Shadows - 3:05

CD 2
1. Bird's Nest - 2:43
2. Cool Blues - 3:04
3. Relaxin' at Camarillo - 3:00
4. Cheers - 2:58
5. Carvin' the Bird - 2:41
6. Stupendous - 2:52
7. Donna Lee - 2:32
8. Chasin' the Bird - 2:44
9. Cheryl - 2:58
10. Buzzy - 2:30
11. Milestones - 2:35
12. Little Willie Leaps - 2:50
13. Half Nelson - 2:42
14. Sippin' at Bells - 2:21
15. Dexterity - 2:56
16. Bongo Bop - 2:43
17. Dewey Square - 3:05
18. The Hymn - 2:26
19. Bird of Paradise - 3:09
20. Embraceable You - 3:19
21. Bird Feathers - 2:49
22. Klact-Oveeseds-Tene - 3:03

CD 3
1. Scrapple from the Apple - 2:54
2. My Old Flame - 3:08
3. Out of Nowhere - 3:47
4. Don't Blame Me - 2:44
5. Drifting on a Reed - 2:59
6. Quasimodo - 2:57
7. Charlie's Wig - 2:43
8. Bongo Beep - 3:03
9. Crazeology - 3:01
10. How Deep Is the Ocean? - 3:28
11. Another Hair Do - 2:38
12. Blue Bird - 2:50
13. Klaunstance - 2:41
14. Bird Gets the Worm - 2:35
15. Barbados - 2:27
16. Ah-Leu-Cha - 2:53
17. Constellation - 2:27
18. Parker's Mood - 3:02
19. Perhaps - 2:32
20. Marmaduke - 2:42
21. Steeplechase - 3:04
22. Merry Go Round - 2:25

## Musicisti
- Charlie Parker - sax alto
- Miles Davis - tromba
- Dizzy Gillespie - tromba, pianoforte
- Tiny Grimes - chitarra
- Clyde Hart - pianoforte
- Jimmie Butts - contrabbasso
- Vic MicMillan - contrabbasso
- Harold West - batteria
- Argonne Thornton - pianoforte
- Curley Russel - contrabbasso
- Max Roach - batteria
- Lucky Thompson - sax tenore
- Dodo Marmarosa - pianoforte
- Howard McGhee - tromba
- Wardell Gray - sax tenore
- Barney Kessel - chitarra
- Red Callender - contrabbasso
- Bud Powell - pianoforte
- Tommy Potter - contrabbasso
- Duke Jordan - pianoforte
- John Lewis - pianoforte
- Jimmy Bunn - pianoforte
- Bob Kesterson - contrabbasso
- Roy Porter - batteria